# Lista artylerii samobieżnej Wojska Polskiego
Lista artylerii samobieżnej Wojska Polskiego zawiera działa samobieżne oraz samobieżne wyrzutnie rakietowe będące na wyposażeniu Wojska Polskiego od lat 40. XX wieku.
W liście ujęto działa samobieżne oraz samobieżne wyrzutnie rakietowe będące na wyposażeniu Polskich Sił Zbrojnych, ludowego Wojska Polskiego oraz Sił Zbrojnych RP. Opisano również prototypy dział samobieżnych z okresu II RP.
W okresie 1918–1939 nie przyjęto na wyposażenie Wojska Polskiego, żadnego działa samobieżnego, lecz powstało kilka prototypów.
W roku 1932 na bazie tankietki TK-3 opracowano samobieżne działo nazwane TKD. Uzbrojenie miała stanowić armata czołgowa Vickers kal. 47 mm lub armata przeciwpancerna Bofors kal. 37 mm. Ogólnie powstały cztery prototypy, które poddano próbom. Istnieją wzmianki, że w 1939 pojazdy TKD brały udział w obronie Warszawy, jednakże jest to sprawa dyskusyjna. Ich pancerz wykonany był ze zwykłej blachy, którą mógł przebić zwykły pocisk karabinowy.
W roku 1936 rozpoczęto pracę nad kolejnym działem samobieżnym, oznaczonym później jako TKS-D. Nowy pojazd miał być czołgową lawetą dla działka piechoty Bofors 37 mm, tzn. miał być to ciągnik artyleryjski, który mógłby nie tylko ciągnąć armatę, ale także przewozić ją na sobie i w takiej pozycji prowadzić z niej ogień. Projekt pojazdu opracowano na podstawie tankietki TKS i ciągnika C2P, a dwa prototypy ukończono budować w roku 1937. Przez dwa kolejne lata poddawano je próbom i testom, jednakże TKD nie trafił do produkcji seryjnej. Nie ma informacji na temat ich użycia we wrześniu 1939.
Powstał także inny projekt, alternatywny dla TKS-D. Na podwoziu opracowanym pod koniec lat 30. przez inż. Edwarda Habicha wykorzystywanym m.in. w czołgu 4TP. Samobieżne działo oznaczono jako PZInż 160. Wyposażone miało być w armatę przeciwpancerną 37mm wz.36 Bofors, zamocowaną z przodu pojazdu oraz dwa karabiny maszynowe 7,92mm. Projekt ten wykonano tylko w postaci drewnianej makiety i nie doczekał się prototypu.

## Polskie Siły Zbrojne
| Zdjęcie | Nazwa                  | Kraj produkcji                      | Typ                               | Warianty                       | Lata służby | Uwagi                                                      | Przypis |
| ------- | ---------------------- | ----------------------------------- | --------------------------------- | ------------------------------ | ----------- | ---------------------------------------------------------- | ------- |
|         | M3 GMC                 | Stany Zjednoczone                   | samobieżne działo przeciwpancerne | M3 GMC                         | 1944-?      |                                                            | [ 5 ]   |
|         | Achilles               | Stany Zjednoczone · Wielka Brytania | samobieżne działo przeciwpancerne | Achilles I/II Achilles IC/IIC  | 1943-1946   |                                                            | [ 6 ]   |
|         | Archer                 | Wielka Brytania                     | samobieżne działo przeciwpancerne | Archer                         | 1944-1946   |                                                            | [ 7 ]   |
|         | Sexton                 | Kanada                              | samobieżna haubica                | Sexton                         | 1943-1946   |                                                            | [ 8 ]   |
|         | Morris-Commercial C9/B | Wielka Brytania                     | samobieżne działo przeciwlotnicze | Morris-Commercial C9/B         | 1943-?      | Działo plot Bofors 40 mm umieszczone na podwoziu Morris C9 | [ 9 ]   |
|         | Crusader III AA        | Wielka Brytania                     | samobieżne działo przeciwlotnicze | głównie Crusader III AA Mk III | 1944-1945   |                                                            | [ 10 ]  |
|         | M16 MGMC               | Stany Zjednoczone                   | samobieżne działo przeciwlotnicze | M16 MGMC                       | 1945        |                                                            | [ 11 ]  |

## Ludowe Wojsko Polskie i Siły Zbrojne RP

### Działa samobieżne
| Zdjęcie                           | Nazwa                       | Kraj produkcji                                           | Typ                               | Warianty                                                   | Lata służby          | Uwagi | Przypis              |
| Artyleria samobieżna              | Artyleria samobieżna        | Artyleria samobieżna                                     | Artyleria samobieżna              | Artyleria samobieżna                                       | Artyleria samobieżna | Artyleria samobieżna | Artyleria samobieżna |
| --------------------------------- | --------------------------- | -------------------------------------------------------- | --------------------------------- | ---------------------------------------------------------- | -------------------- | --- | -------------------- |
|                                   | SU-57                       | Stany Zjednoczone                                        | lekkie działo samobieżne          | SU-57                                                      | 1944-lata 50.        | | [ 12 ]               |
|                                   | SU-76                       | ZSRR                                                     | lekkie działo samobieżne          | SU-76 SU-76M                                               | 1944-lata 50.        | | [ 13 ]               |
|                                   | SU-85                       | ZSRR                                                     | średnie działo samobieżne         | SU-85                                                      | 1944-lata 50.        | | [ 14 ]               |
|                                   | SU-100                      | ZSRR                                                     | średnie działo samobieżne         | SU-100                                                     | 1945-lata 50.        | | [ 15 ]               |
|                                   | ISU-122                     | ZSRR                                                     | ciężkie działo samobieżne         | ISU-122 ISU-122s                                           | 1944-lata 60.        | | [ 16 ]               |
|                                   | SU-152                      | ZSRR                                                     | ciężkie działo samobieżne         | SU-152                                                     | 1945-1949            | Wykorzystywane do szkolenia | [ 17 ]               |
|                                   | ISU-152                     | ZSRR                                                     | ciężkie działo samobieżne         | ISU-152                                                    | 1944-lata 60.        | | [ 18 ]               |
|                                   | Sd.Kfz. 250/10              | III Rzesza                                               | samobieżne działo przeciwpancerne | Sd.Kfz. 250/10                                             | 1945-?               | Pojazd zdobyczny, używany przez 13 Pułk Artylerii Pancernej. | [ 19 ]               |
|                                   | StuG III                    | III Rzesza                                               | działo pancerne                   | StuG III G                                                 | ~1945-?              | Pojazd zdobyczny. | [ 19 ]               |
|                                   | Jagdpanzer 38(t)            | III Rzesza                                               | działo pancerne                   | Jagdpanzer 38(t)                                           | 1944-?               | Pojazdy zdobyczne. Jeden używany przez AK (Chwat). Co najmniej dwa używane przez LWP. | [ 19 ] [ 20 ]        |
|                                   | Sd.Kfz. 251/9               | III Rzesza                                               | samobieżne działo przeciwpancerne | Sd.Kfz. 251/9                                              | ~1945-?              | Pojazd zdobyczny. | [ 19 ]               |
|                                   | ASU-85                      | ZSRR                                                     | lekkie działo samobieżne          | ASU-85                                                     | lata 60.-lata 70.    | | [ 21 ]               |
|                                   | 2S1 Goździk                 | ZSRR Polska (produkowane na licencji w latach 1984-1994) | samobieżna haubica                | 2S1T Goździk 2S1M Goździk                                  | od 1974              | | [ 23 ]               |
|                                   | Armatohaubica wz. 1977 Dana | Czechosłowacja Czechy                                    | samobieżna armatohaubica          | Dana-T Dana-M                                              | od 1983              | Podstawowa wersje w Wojsku Polskim Wersja zmodernizowana | [ 24 ] [ 25 ]        |
|                                   | 2S7 Pion                    | ZSRR                                                     | samobieżna armata                 | 2S7 Pion                                                   | 1986-2006            | | [ 26 ]               |
|                                   | Armatohaubica Krab          | Polska                                                   | samobieżna armatohaubica          | AHS Krab                                                   | od 2012              | | [ 27 ] [ 28 ]        |
|                                   | M120 Rak                    | Polska                                                   | moździerz samobieżny              | M120K Rak                                                  | od 2017 roku         | | [ 29 ] [ 30 ]        |
|                                   | K9 Thunder                  | Korea Południowa                                         | samobieżna armatohaubica          | K9A1                                                       | od 2022              | | [ 31 ] [ 32 ]        |
| Samobieżne działa przeciwlotnicze |                             |                                                          |                                   |                                                            |                      | |                      |
|                                   | M17 MGMC                    | Stany Zjednoczone                                        | samobieżne działo przeciwlotnicze | M17 MGMC                                                   | 1945-lata 50.        | | [ 33 ]               |
|                                   | ZSU-57-2                    | ZSRR                                                     | samobieżne działo przeciwlotnicze | ZSU-57-2                                                   | lata 50.-?           | | [ 34 ]               |
|                                   | ZSU-23-4                    | ZSRR                                                     | samobieżne działo przeciwlotnicze | ZSU-23-4 ZSU-23-4MP Biała (polska modyfikacja z roku 2000) | od lat 60.           | W roku 2000 opracowano polską modyfikację ZSU-23-4 oznaczoną jako ZSU-23-4MP Biała. Modernizacja obejmuje m.in. dodanie wyrzutni rakiet Grom. Zmodernizowane pojazdy przyjęto do służby w WP w roku 2005. | [ 34 ]               |
|                                   | Hibneryt                    | Polska                                                   | samobieżne działo przeciwlotnicze | Hibneryt-KG Hibneryt-P Hibneryt-3                          | od lat 70.           | Armata przeciwlotnicza ZU-23-2 umieszczona na samochodzie terenowym Star 266 | [ 37 ] [ 38 ]        |
|                                   | PZA Loara                   | Polska                                                   | samobieżne działo przeciwlotnicze | PZA Loara                                                  | 2006-bd.             | Na wyposażeniu Wojska Polskiego znajdował się tylko jeden pojazd tego typu, wycofany kilka lat po wprowadzeniu do służby                                                                                  | [ 39 ] [ 40 ] [ 41 ] |

### Samobieżne wyrzutnie rakietowe
| Zdjęcie                                      | Nazwa                          | Kraj produkcji                 | Typ                                         | Warianty                                                  | Lata służby                    | Uwagi | Przypis                        |
| Samobieżna artyleria rakietowa               | Samobieżna artyleria rakietowa | Samobieżna artyleria rakietowa | Samobieżna artyleria rakietowa              | Samobieżna artyleria rakietowa                            | Samobieżna artyleria rakietowa | Samobieżna artyleria rakietowa | Samobieżna artyleria rakietowa |
| -------------------------------------------- | ------------------------------ | ------------------------------ | ------------------------------------------- | --------------------------------------------------------- | ------------------------------ | --- | ------------------------------ |
|                                              | Katiusza                       | ZSRR                           | wieloprowadnicowa wyrzutnia rakietowa       | BM-8 (kal. 82 mm) BM-13 (kal. 132 mm) BM-31 (kal. 300 mm) | bd.-?                          | | [ 42 ]                         |
|                                              | BM-14                          | ZSRR                           | wieloprowadnicowa wyrzutnia rakietowa       | BM-14                                                     | bd.-?                          | | [ 43 ]                         |
|                                              | BM-24                          | ZSRR                           | wieloprowadnicowa wyrzutnia rakietowa       | BM-24                                                     | bd.-?                          | | [ 44 ]                         |
|                                              | 2K6 Łuna                       | ZSRR                           | taktyczny zestaw rakietowy                  | 2K6 „Łuna”                                                | bd.-?                          | | [ 45 ]                         |
|                                              | BM-21 Grad                     | ZSRR                           | wieloprowadnicowa wyrzutnia rakietowa       | BM-21 Grad                                                | od lat 60.                     | | [ 46 ]                         |
|                                              | 9K52 Łuna-M                    | ZSRR                           | taktyczny zestaw rakietowy                  | 9K52 „Łuna-M”                                             | lata 60.-1992                  | | [ 47 ]                         |
|                                              | RM-70                          | Czechosłowacja                 | wieloprowadnicowa wyrzutnia rakietowa       | RM-70/85                                                  | bd.-obecnie                    | | [ 48 ]                         |
|                                              | OTR-21 Toczka                  | ZSRR                           | taktyczny zestaw rakietowy                  | OTR-21 „Toczka”                                           | 1987-2005                      | | [ 49 ]                         |
|                                              | WR-40 Langusta                 | Polska                         | wieloprowadnicowa wyrzutnia rakietowa       | WR-40 Langusta                                            | od 2007                        | | [ 50 ]                         |
|                                              | M142 HIMARS                    | Stany Zjednoczone              | wieloprowadnicowa wyrzutnia rakietowa       | HOMAR-A                                                   | od 2023                        | | [ 51 ]                         |
|                                              | K239 Chunmu                    | Korea Południowa               | wieloprowadnicowa wyrzutnia rakietowa       | HOMAR-K                                                   | od 2023                        | | [ 52 ] [ 53 ]                  |
| Samobieżne rakietowe zestawy przeciwlotnicze |                                |                                |                                             |                                                           |                                | |                                |
|                                              | 2K11 Krug                      | ZSRR                           | samobieżny przeciwlotniczy zestaw rakietowy | 2K11 Krug                                                 | lata 70.-2011                  | | [ 54 ]                         |
|                                              | 9K31 Strieła-1                 | ZSRR                           | samobieżny przeciwlotniczy zestaw rakietowy | 9K31 Strieła-10                                           | 1972-bd.                       | | [ 55 ] [ 56 ]                  |
|                                              | 2K12 Kub                       | ZSRR                           | samobieżny przeciwlotniczy zestaw rakietowy | 2K12 Kub                                                  | od 1974                        | | [ 57 ]                         |
|                                              | 9K33 Osa                       | ZSRR                           | samobieżny przeciwlotniczy zestaw rakietowy | 9K33 Osa-AK 9K33 Osa-AKM                                  | od lat 80.                     | Modernizacji poddano 64 zestawy | [ 58 ] [ 59 ] [ 60 ]           |
|                                              | 9K35 Strieła-10                | ZSRR                           | samobieżny przeciwlotniczy zestaw rakietowy | 9K35 Strieła-10                                           | lata 80.-2002                  | | [ 61 ]                         |
|                                              | S-125 Newa-SC                  | Polska                         | samobieżny przeciwlotniczy zestaw rakietowy | Newa-SC                                                   | od lat 90.                     | Zestawy powstały w wyniku modernizacji systemów S-125 znajdujących się na stanie Wojska Polskiego. Zestawy osadzono na podwoziu czołgów T-55 | [ 62 ] [ 63 ]                  |
|                                              | SPZR Poprad                    | Polska                         | samobieżny przeciwlotniczy zestaw rakietowy | SPZR Poprad                                               | od 2018                        | | [ 64 ] [ 65 ]                  |